# Турс, Бартоломеус
Бартоломеус Турс (Тур, нидерл. Bartholomeus Tours, фр. Barthélemy Tours; 10 августа 1797, Роттердам — 12 марта 1864, Роттердам) — нидерландский скрипач, органист, музыкальный педагог.
Сын Якоба (Жака) Тура, в 1797—1811 гг. органиста роттердамской Церкви Святого Лаврентия. С 1830 года и до конца жизни сам занимал этот пост. Одновременно был активен как скрипач, в 1829 г. вместе с Карлом Мюленфельдтом и Симоном Ганцем основал серию концертов, которые сперва назывались Концерты по понедельникам (нидерл. Maandagsche Concert) и конкурировали с Концертами по вторникам Воутера Хютсенрёйтера-старшего, а затем оформились в оркестр Eruditio Musica. В том же 1829 году Турс стал активным участником созданного в Роттердаме отделения Общества содействия музыкальному искусству, занимавшегося, в частности, организацией ряда крупных роттердамских музыкальных фестивалей.
Сын — скрипач, композитор и музыкальный деятель Бертольд Турс. Дочь — Жанна Эрмина Турс (1845—1911), жена композитора Вольдемара Баргиля. Среди учеников Турса, помимо его сына, — А. И. Шницлер и Уильям Генри Палинг.